# أنجي براون
أنجي براون (بالإنجليزية: Angie Brown)‏ هي مغنية بريطانية، ولدت في 13 يونيو 1963 في بريكستون في المملكة المتحدة.

## وصلات خارجية
- أنجي براون على موقع ميوزك برينز (الإنجليزية)
- أنجي براون على موقع ديسكوغز (الإنجليزية)